# Chionoecetes
Chionoecetes is een geslacht van kreeftachtigen uit de klasse van de Malacostraca (hogere kreeftachtigen).

## Soorten
- Chionoecetes angulatus Rathbun, 1924
- Chionoecetes bairdi Rathbun, 1924
- Chionoecetes elongatus Rathbun, 1924
- Chionoecetes japonicus Rathbun, 1932
- Chionoecetes opilio (O. Fabricius, 1788)
- Chionoecetes pacificus Sakai, 1978
- Chionoecetes tanneri Rathbun, 1893